# Can Medalla
Can Medalla és un edifici de Granollers (Vallès Oriental) protegit com a bé cultural d'interès local.

## Descripció
Es tracta d'una casa entre mitgeres amb una destacada portalada dovellada i una finestra que són els dos elements protegits dins el catàleg patrimonial. La finestra és d'estil renaixentista emmarcada de carreus treballats i amb un frontó doble on s'emmarca un escut amb un ocell. Els brancals són dues pilastres d'estil jònic.
Forma part d'un conjunt de cases que estaven ubicades a l'eix viari principal de la sortida nord de la vila medieval. Totes han estat profundament transformades.

## Història
El seu nom prové de la família Medalla, uns carnissers i propietaris d'un grup de cases que havien construït a la carretera de Caldes al barri de l'estació del Nord. Anteriorment havia estat coneguda com a ca n'Estaper per un dels seus propietaris que tenia aquest ofici, can Jepic i ca la Paula de les Mitges, per una propietària que regentava una botiga de roba i merceria. La data de construcció s'observa a la façana.
El carrer de Corró començava el portal del mateix nom de la ciutat medieval emmurallada. Prop de Can Medalla es trobava la capella de Sant Antoni, reanomenada com capella de Santa Elisabet, que havia estat construïda cap al 1630 i enderrocada l'any 1861. El carrer es va formar el segle xvi amb la construcció de diverses cases, per on passava el Camí Ral. Es tractava d'un punt estratègic d'accés i va ser un dels tres, juntament amb el portal de Barcelona i Caldes, que va restar accessible durant la crisi de la pesta de 1652, quan el "batlle de Morbo", per tal d'evitar el contagi de la pesta, va manar tancar els portals de la ciutat. El geògraf Pau Vila diu d'aquest carrer: "Quan la carretera de Vic travessà definitivament la vila, trobà ja el pas amplament obert; puix que Granollers, ple de fe en els seus destins, havia aterrat les muralles i s'havia urbanitzat de manera apropiada per acollir-la, sense esperar que una resolució favorable fos presa. La nova via, avui centre de l'urbanisme granollerí, via sacra de la novella ciutat, ha portat l'ensopiment al vell carrer de Barcelona, per on entrava el camí ral i la tranquil·litat al de Corró, per on sortia".